# Can Junqué i Escofet
Can Junqué i Escofet és un edifici neoclàssic del municipi de Vilanova i la Geltrú (Garraf) protegit com a bé cultural d'interès local. La residencia es convertí en col·legi (Col·legi de les Puríssimes) l'any 1892. Actualment és la seu de la ESO de l'Escola El Cim (www.elcimvilanova.cat). Durant l'estiu de l'any 2019 s'ha realitzat la rehabilitació de la façana principal.

## Descripció
Edifici de planta baixa, dos pisos i golfes, que fa cantonada entre la plaça dels cotxes i el carrer de Santa Eulàlia. La façana principal, que dona a la plaça dels Cotxes, és de composició simètrica. A la planta baixa hi ha tres obertures d'accés d'arc de mig punt peraltat i dues finestres allindanades, amb motllura superior en forma de frontó triangular. Al primer pis hi ha un balcó corregut, que es perllonga al carrer de Santa Eulàlia, amb barana de ferro i dues tribunes lateral. Les cinc obertures d'aquest pis són rectangulars i emmarcades per motllures. El segon pis té un balcó central corregut, amb tres obertures rectangulars i dos balcons laterals. El segon pis i les golfes estan separats per una cornisa motllurada. Les obertures de les golfes són quadrades. L'edifici és coronat amb una barana, al mig de la qual hi ha un frontó decoratiu amb les inicials R. J. La coberta és amb terrat a la catalana, on sobresurten la caixa d'escala i alguna construcció complementària.
La façana lateral presenta les mateixes característiques que la principal.

## Història
El 1867 l'indiano Ramon Junqué i Escofet demanà el permís d'obres per a la construcció de l'edifici, segons projecte del mestre d'obres Josep Salvany. El 1868 l'obra ja era acabada i es va mantenir com a residència familiar fins al 1892, any en què experimentà obres de reforma i condicionament per adequar-lo a la funció d'escola, regida per les RR MM Missioneres de la Puríssima Concepció. Aquest Orde religiós es dedica a l'ensenyament a Vilanova des de l'any 1857.
A la façana principal hi ha a data de 1868.